# Roy Schuiten
Rob "Roy" Schuiten (16 de dezembro de 1950 — 19 de setembro de 2006) foi um ciclista holandês que participava em competições de ciclismo de estrada e pista. Representou os Países Baixos nos Jogos Olímpicos de Munique 1972, onde competiu na perseguição individual e perseguição por equipes, terminando na quinta e quinta posição.
Após a aposentadoria, tornou-se gerente de equipe antes de iniciar um restaurante. Foi profissional entre 1974 e 1982, e durante esse período, destacam vitórias da Volta do Mediterrâneo (1976) e duas edições da Grande Prêmio das Nações (1975, 1976). No total, mais de 60 vitórias alcançadas.